# 掌裂草葡萄
掌裂草葡萄（学名：Ampelopsis aconitifolia var. palmiloba）为葡萄科蛇葡萄属下的一个变种。

## 扩展阅读
- 維基物種上的相關：掌裂草葡萄